# Line Røddik Hansen
Line Røddik Hansen (* 31. Januar 1988 in Kopenhagen) ist eine dänische ehemalige Fußballspielerin. Die Abwehrspielerin spielte zuletzt für den FC Nordsjælland und spielte bis 2017 für die dänische Nationalmannschaft. Zuvor spielte sie in ihrer Heimat Dänemark, in Schweden und Frankreich, wo sie jeweils die nationalen Meisterschaften gewann, sowie in Spanien und den Niederlanden, wo sie auch Pokalsiegerin wurde.

## Vereine
Røddik Hansen begann ihre Karriere beim Verein Skovlunde IF und spielte von 2007 bis 2009 für Brøndby IF. Mit Brøndby gewann sie 2007 und 2008 die dänische Meisterschaft und 2007 den dänischen Pokal. Seit 2010 spielt sie für Tyresö FF in der Damallsvenskan und wurde 2012 schwedische Meisterin. 2011 und 2012 erreichte sie mit Tyresö jeweils das Pokalfinale, verlor aber jeweils gegen Kopparbergs/Göteborg FC. Im Mai 2014 erreichte sie mit Tyresö das Finale der UEFA Women’s Champions League 2013/14, verlor dieses aber gegen den VfL Wolfsburg. Danach wechselte sie zum FC Rosengård, mit dem sie 2014 und 2015 wieder Meister wurde. Ende Januar 2016 sicherte sich Frankreichs Serienmeister Olympique Lyon für zunächst anderthalb Jahre die Dienste der Dänin, deren Vertrag mit dem FC Rosengård ausgelaufen war. Mit Lyon konnte sie in der Saison 2015/16 die Meisterschaft und die UEFA Women’s Champions League 2015/16 gewinnen. Danach wechselte sie zum spanischen Vizemeister FC Barcelona, mit dem sie im März 2017 nach überstandenem Sechzehntel- und Achtelfinale in der UEFA Women’s Champions League 2016/17 auf ihre ehemalige Mannschaft FC Rosengård traf. Nach zwei Siegen war im Halbfinale Paris Saint-Germain der Gegner. Durch zwei Niederlagen wurde das Finale verpasst. Im November 2017 kam sie im Achtelfinale der UEFA Women’s Champions League 2017/18 nochmals in einem Spiel zum Einsatz. Im Juli 2018 wechselte sie in die Niederlande, wo sie nun für den niederländischen Meister Ajax Amsterdam spielt. Mit den Niederländerinnen überstand sie bei einem Turnier in Nordirland die Qualifikation zur UEFA Women’s Champions League 2018/19 und erreichte nach Siegen im Sechzehntelfinale gegen Sparta Prag das Achtelfinale, wo sie gegen Titelverteidiger Olympique Lyon zweimal verloren (0:4 und 0:9). 2019 kehrte sie zurück nach Dänemark zum FC Nordsjælland. Im Dezember 2020 gab sie das Ende ihrer Karriere bekannt.

## Nationalmannschaften
Mit der U-17-Mannschaft belegte sie beim Nordic Cup 2004 den vierten und 2005 den dritten Platz.
Mit der U-19-Mannschaft nahm sie 2006 an der U-19-EM teil, bei der die dänische Mannschaft im Halbfinale gegen Frankreich mit 0:1 verlor.
Ihr erstes A-Länderspiel absolvierte sie am 25. Februar 2006 in einem Spiel gegen die Schweiz. Røddik Hansen nahm an der Weltmeisterschaft 2007 sowie den Europameisterschaften 2009 und 2013 teil. Bei der EM 2013 musste sie mit ihrer Mannschaft sowohl im Viertelfinale gegen Frankreich als auch im Halbfinale gegen Norwegen ins Elfmeterschießen. In beiden Fällen trat sie als erste dänische Schützin an, konnte ihren Elfmeter aber nur gegen Frankreich verwandeln. Da auch Theresa Nielsen ihren Elfmeter nicht verwandeln konnte, während alle norwegischen Schützinnen erfolgreich waren, verlor Dänemark zum fünften Mal ein Elfmeterschießen gegen Norwegen und schied aus.
Nachdem die dänische Rekordnationalspielerin Katrine Pedersen nach der EM 2013 ihre Karriere beendet hatte, wurde Røddik Hansen Kapitänin der Nationalmannschaft und blieb dies bis Januar 2016.
Am 20. September qualifizierten sich die Däninnen als zweitbeste Gruppenzweite für die EM 2017. Røddik Hansen kam dabei in allen acht Spielen zum Einsatz, in denen die Däninnen nur ein Gegentor kassierten, das allerdings die Niederlage gegen den späteren Gruppensieger Schweden bedeutete. Bei der Europameisterschaft erreichte die Mannschaft den zweiten Platz.
Ihr letztes Länderspiel bestritt sie am 19. September 2017 gegen Ungarn im ersten Qualifikationsspiel zur WM 2019, für die sich Dänemark letztlich nicht qualifizieren konnte. Für den Algarve-Cup 2019 wurde sie wieder nominiert, saß dort aber nur beim Spiel gegen Norwegen auf der Bank.

## Erfolge
- Dänische Meisterin mit Brøndby IF 2007 und 2008
- Dänische Pokalsiegerin mit Brøndby IF 2007 und Nordsjælland 2020
- Schwedische Meisterin mit Tyresö FF 2012, mit FC Rosengård 2014 und 2015
- Schwedische Supercup-Gewinnerin 2015
- Französische Meisterin 2015/16 und Pokalsiegerin mit Lyon
- Siegerin der UEFA Women’s Champions League 2015/16 mit Lyon
- Spanische Pokalsiegerin 2017 und 2018 mit Barcelona
- Niederländische Pokalsiegerin 2019 mit Ajax (ohne Einsatz)

## Auszeichnungen
- 2010: Spielerin des Jahres[4]